# Бомбардировка на Дарвин
Бомбардировката на Дарвин на 19 февруари 1942 година е въздушна бомбардировка на град Дарвин в Австралия на Югозападния тихоокеански театър на Втората световна война.
Тя е извършена от 242 японски самолета, които бомбардират града, кораби в пристанището му и две летища, за да попречат на използването им в Тиморската и Яванската операция. Градът разполага с ограничени отбранителни възможности и японците нанасят тежки щети с малки загуби, а над половината цивилно население на града се изселва от него. Бомбардировката на Дарвин е първата и най-голяма от последвалите над 100 бомбардировки на Австралия.